# 愛知県立名古屋特別支援学校
愛知県立名古屋特別支援学校（あいちけんりつ なごやとくべつしえんがっこう）は、愛知県名古屋市西区中小田井にある公立特別支援学校。肢体不自由児を教育対象とする。

## 指導科構成
- 小学部
- 中学部
- 高等部

## 沿革
- 1956年4月1日 - 愛知県立養護学校設立
- 1960年4月1日 - 高等部普通科設置
- 1963年1月1日 - 愛知県立名古屋養護学校と名称変更
- 1966年4月1日 - 高等部商業科設置
- 1972年4月1日 - 大府分校独立（愛知県立大府養護学校）
- 1973年4月1日 - 愛知県立一宮養護学校設立、児童生徒の移籍
- 1977年4月1日 - 愛知県立小牧養護学校設立、児童生徒の移籍
- 1985年4月1日 - 愛知県立港養護学校設立、児童生徒の移籍
- 2014年4月1日 - 愛知県立名古屋特別支援学校に校名変更

## 主な卒業生
- 加藤啓太（2006年3月卒業・小学部から高等部まで通う）
  - 2012年ロンドン・パラリンピックにボッチャ日本代表として出場。日本のBC3クラスの選手としては初めてパラリンピックの舞台に立った[1]。